# Jan Bronkhorst
Johan Bronkhorst dit Jan Bronkhorst (né le 3 mars 1914 et mort en janvier 1986) était un arbitre de football néerlandais. 

## Carrière
Il a officié dans beaucoup de compétitions majeures :
- Coupe du monde de football de 1958 (1 match :  Autriche- Angleterre 2-2)